# گزارش سنا درباره اطلاعات پیش از جنگ در عراق

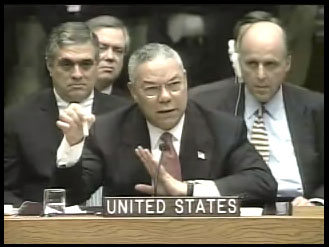
کالین پاول، وزیر امور خارجه ایالات متحده، یک شیشه سیاه زخم را در حین ارائه خود به شورای امنیت سازمان ملل، در ۵ فوریه ۲۰۰۳به نمایش گذاشت. جورج تنت، رئیس سیا (چپ) و جان نگروپونته، سفیر سازمان ملل متحد، از پشت به نگاه می‌کنند. کمیته منتخب اطلاعات سنا دریافت که بسیاری از ادعاهای مطرح شده در این سخنرانی توسط اطلاعات زیربنایی پشتیبانی نمی‌شوند.

گزارش سنا دربارهٔ اطلاعات تسلیحات کشتار جمعی عراق به‌طور رسمی، «گزارش کمیته منتخب اطلاعات در مورد ارزیابی‌های اطلاعاتی پیش از جنگ جامعه اطلاعاتی ایالات متحده در مورد عراق» گزارش کمیته اطلاعاتی منتخب سنای ایالات متحده در مورد اطلاعات جامعه اطلاعاتی ایالات متحده بود. ارزیابی عراق در زمان منتهی به حمله به عراق در سال۲۰۰۳. این گزارش که در ۹جولای۲۰۰۴منتشر شد، شکست‌های متعددی را در فرایند جمع‌آوری اطلاعات و تجزیه و تحلیل شناسایی کرد. این گزارش نشان داد که این شکست‌ها بخاطر اطلاعات نادرست می باشد که هم سیاست گذاران دولتی و هم افکار عمومی آمریکا را گمراه می‌کند. 
نه نفر جمهوری‌خواه و هشت دموکرات عضو کمیته در مورد نتایج اصلی گزارش توافق کردند و به اتفاق آرا یافته‌های آن را تأیید کردند. با این حال، آنها در مورد تأثیری که اظهارات اعضای ارشد دولت بوش در مورد عراق بر فرایند اطلاعاتی داشت، اختلاف نظر داشتند. مرحله دوم تحقیقات، به نحوه استفاده سیاستگذاران ارشد از اطلاعات، در ۲۵ می ۲۰۰۷منتشر شد. بخش‌هایی از گزارش فاز دوم که در آن زمان منتشر نشده بود شامل بررسی اظهارات عمومی رهبران دولت ایالات متحده قبل از جنگ و ارزیابی فعالیت‌های داگلاس فیث و دفتر طرح‌های ویژه پنتاگون است.

## زمینه
پس از جنگ خلیج فارس در سال۱۹۹۱، عراق موافقت کرد که ذخایر سلاح‌های کشتار جمعی خود را نابود کند و برنامه‌های سلاح‌های کشتار جمعی خود را از بین ببرد. برای تأیید انطباق، تیم‌های بازرسی سازمان ملل باید دسترسی به مراکز نظامی کشور داشته باشند. در طول هفت سال بعد، بازرسان گاهی از عدم همکاری و طفره رفتن دولت عراق شکایت می‌کردند. مقامات عراقی به نوبه خود شکایت کردند که برخی از بازرسان تسلیحات به عنوان جاسوس برای سازمان‌های اطلاعاتی خارجی عمل می‌کنند. در سال۱۹۹۸، پس از انتشار گزارش انتقادی دربارهٔ عدم پایبندی دولت عراق توسط بازرس تسلیحات سازمان ملل، ریچارد باتلر، رئیس‌جمهور ایالات متحده بیل کلینتون اعلام کرد که حملات هوایی را به اهدافی در عراق انجام خواهد داد. باتلر بازرسان خود را تخلیه کرد و بمباران ادامه یافت. پس از بمباران، عراق دیگر به بازرسان تسلیحاتی اجازه ورود مجدد به کشور را نداد.
پس از اینکه جورج دبلیو بوش در ژانویه ۲۰۰۱رئیس‌جمهور شد و به ویژه پس از حملات ۱۱ سپتامبر، دولت آمریکا توجه خود را به عراق افزایش داد. در نیمه اول سال۲۰۰۲، مجموعه ای از بیانیه‌های علنی پرزیدنت بوش و اعضای ارشد دولت وی نشان میداد که تمایل به استفاده از زور برای برکناری صدام حسین از قدرت دارند. در ۱ اکتبر ۲۰۰۲، سیا یک برآورد طبقه‌بندی شده از اطلاعات ملی آمریکا ارائه سد که تهدیدی از فعالیت‌های کشتار جمعی عراق ارائه کرد. سه روز بعد، جورج تنت، مدیر سیا، مقاله سفید طبقه‌بندی نشده‌ای را در مورد قابلیت‌های سلاح‌های کشتار جمعی عراق منتشر کرد. طی دو هفته آینده، قطعنامه مشترکی مبنی بر مجوز استفاده از زور توسط هر دو مجلس کنگره تصویب شد.
طی چند ماه بعد، ایالات متحده تلاش دیپلماتیکی را در سازمان ملل انجام داد و به دنبال کسب موافقت آن سازمان برای بازرسی های جدید نسبت به سلاح‌های کشتار جمعی و احتمالاً برای استفاده از زور برای سرنگونی دولت عراق بود. شورای امنیت سازمان ملل متحد قطعنامه۱۴۴۱را در ۸ نوامبر۲۰۰۲تصویب کرد و از عراق خواست تا «افشای دقیق، نهایی و کامل» برنامه‌های کشتار جمعی خود را انجام دهد و تهدید کرد که در صورت رعایت نکردن آن، «عواقب جدی» خواهد داشت. در پی قطعنامه۱۴۴۱، عراق به بازرسان تسلیحاتی سازمان ملل اجازه بازگشت به کشور را داد. در حالی که بازرسی‌ها در حال انجام بود، ایالات متحده به لابی کردن اعضای شورای امنیت سازمان ملل برای تصویب قطعنامه ای که صریحاً مجاز به استفاده از زور علیه عراق بود، ادامه داد. به عنوان بخشی از این تلاش، کالین پاول، وزیر امور خارجه ایالات متحده، در ۵ فوریه۲۰۰۳، ارائه‌ای به سازمان ملل ارائه کرد که در آن گردآوری‌های اطلاعاتی دروغین ارائه شده توسط دولت اسرائیل در مورد سلاح‌های کشتار جمعی عراق را شرح داد. ایالات متحده آمریکا با مخالفت اکثریت اعضای شورای امنیت از جمله آلمان، فرانسه و روسیه مواجه شد و پس از آن از تلاش برای دریافت مجوز استفاده از زور از سازمان ملل صرف نظر کرد.

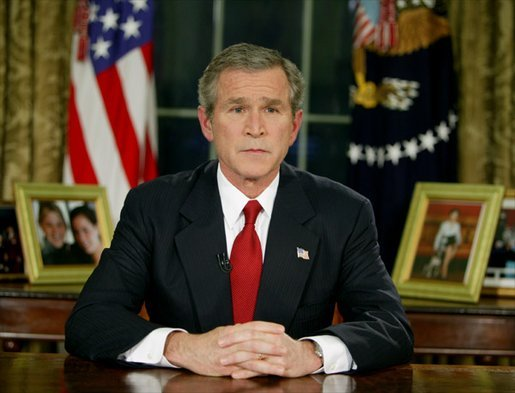
رئیس‌جمهور جورج دبلیو بوش در ۱۹ مارس ۲۰۰۳از دفتر بیضی شکل به ملت خطاب می‌کند تا آغاز عملیات آزادی عراق را اعلام کند. مردم ایالات متحده و دوستان و متحدان ما در دام رژیم یاغی که صلح را با سلاح‌های کشتار جمعی تهدید می‌کند زندگی نخواهند کرد. کمیته سنا دریافت که بسیاری از اظهارات دولت قبل از جنگ در مورد سلاح‌های کشتار جمعی عراق توسط اطلاعات زیربنایی پشتیبانی نمی‌شد.

در ۲۰مارس ۲۰۰۳، آمریکا و متحدانش به عراق حمله کردند، اقدامی که منجر به سرنگونی دولت صدام حسین شد.
در طول سال بعد، نیروهای ایالات متحده و متحدانش به دنبال شواهدی بودند که ادعاهای قبل از تهاجم در مورد انبارها و برنامه‌های تسلیحات کشتار جمعی عراق را تأیید کند. نقش اصلی در این جستجو را گروه بررسی عراق متشکل از بازرسان وزارت دفاع ایالات متحده و سیا ایفا کرد. اگرچه بقایای پراکنده‌ای از ذخایر تسلیحات کشتار جمعی عراق از زمان جنگ خلیج فارس در سال۱۹۹۱یافت شد، گزارش نهایی آژانس اطلاع رسانی به این نتیجه رسید که عراق در زمان تهاجم به عراق دارای قابلیت‌های قابل توجهی از سلاح‌های کشتار جمعی نبود. آژانس اطلاع رسانی همچنین اعلام کرد که عراق قصد داشت به محض لغو تحریم‌های چندجانبه علیه خود، تمامی برنامه‌های تسلیحاتی ممنوعه را از سر بگیرد.
از آنجایی که این واقعيت در ژوئن۲۰۰۳آشکار شد، سناتور ایالات متحده پت رابرتز، رئیس کمیته اطلاعاتی منتخب سنا، اعلام کرد که کمیته، به عنوان بخشی از مسئولیت نظارتی منظم خود، «بازبینی کامل و دو حزبی» را انجام خواهد داد. سلاح‌های کشتار جمعی عراق و ارتباط با گروه‌های تروریستی. در ۲۰ ژوئن۲۰۰۳، سناتور رابرتز و سناتور جان دی. راکفلر چهارم، نایب رئیس کمیته، بیانیه مطبوعاتی مشترکی منتشر کردند و اعلام کردند که کمیته بررسی دقیقی از روند اطلاعاتی تسلیحات کشتار جمعی عراق، از جمله موارد زیر را انجام خواهد داد:
- کمیت و کیفیت اطلاعات ایالات متحده در مورد برنامه‌های تسلیحات کشتار جمعی عراق، ارتباط با گروه‌های تروریستی، تهدید صدام حسین برای ثبات و امنیت در منطقه، و سرکوب مردم خود.
- عینیت، معقول بودن، استقلال و دقت قضاوت‌های جامعه اطلاعاتی؛
- آیا آن قضاوت‌ها به درستی برای سیاست گذاران در قوه مجریه و کنگره منتشر شده‌است یا خیر.
- آیا تأثیری بر کسی برای شکل‌دادن به تحلیل خود برای حمایت از اهداف سیاستی اعمال شده‌است یا خیر
- مسائل دیگری که در جریان بررسی کمیته به‌طور متقابل شناسایی خواهى شى

## عضویت در کمیته تحقیق
۹جمهوری‌خواه زیر در زمان آغاز تحقیقات اعضای کمیته بودند: رئیس کمیته سی. پاتریک رابرتز، اورین جی هچ، آر. مایکل دی واین، کریستوفر کیت باند، ترنت لات، المپیا اسنو، چارلز هیگل، سکسبی چمبلیس، و جان دبلیو وارنر.
هشت دموکرات زیر بقیه کمیته را تشکیل می‌دادند: «جی» راکفلر چهارم، کارل لوین، دایان فاینشتاین، رونالد ال. وایدن نایب رئیس، دیک دربین، ایون بای، جان ادواردز، و باربارا میکولسکی.

### کرونولوژی
در جریان تحقیقات، اعضاي کمیته بیش از ۳۰۰۰۰صفحه از اسناد ارائه شده توسط جامعه اطلاعاتی را بررسی کردند. کمیته درخواست کرد که نسخه‌هایی از گزارش‌های روزانه رئیس‌جمهور در مورد قابلیت‌های کشتار جمعی عراق و پیوندهای آن با تروریسم ارائه شود، اما کاخ سفید این درخواست را رد کرد. مقاله‌ای به قلم موری واس، روزنامه‌نگار، مناقشه‌ای خاص در مورد پی دی بی مربوط به ۲۱ سپتامبر۲۰۰۱را تشریح کرده‌است، که گفته می‌شود جامعه اطلاعاتی ایالات متحده «هیچ مدرکی» دال بر ارتباط صدام حسین با حملات ۱۱سپتامبر، و «شواهد معتبر ناچیزی» دال بر اینکه عراق هر گونه روابط همکاری قابل توجهی با القاعده داشته باشد، در دست ندارد.
کارکنان کمیته همچنین با بیش از ۲۰۰نفر از جمله تحلیلگران اطلاعاتی و مقامات ارشد آژانس اطلاعات مرکزی (سیا)، آژانس اطلاعات دفاعی، وزارت دفاع و سایر نهادهای فدرال که در جمع‌آوری و تجزیه و تحلیل اطلاعات دخیل هستند، مصاحبه کردند. کمیته همچنین مجموعه ای از جلسات استماع در مورد اطلاعات مربوط به سلاح‌های کشتار جمعی عراق و ارتباط با تروریسم برگزار کرد
در ۱۲ فوریه ۲۰۰۴، سناتورها رابرتز و راکفلر گسترش دامنه تحقیقات را اعلام کردند. عناصر جدید اضافه شده به تحقیق عبارت بودند از:
- جمع‌آوری اطلاعات در مورد عراق از پایان جنگ خلیج فارس تا آغاز عملیات آزادی عراق؛
- آیا اظهارات و گزارش‌ها و شهادت‌های عمومی در مورد عراق توسط مقامات دولت ایالات متحده بین دوره جنگ خلیج‌فارس و شروع عملیات آزادی عراق توسط اطلاعات اطلاعاتی اثبات شده‌است یا خیر؟
- یافته‌های پس از جنگ در مورد برنامه‌های تسلیحات و سلاح‌های کشتار جمعی عراق و ارتباط با تروریسم و مقایسه آنها با ارزیابی‌های قبل از جنگ؛
- ارزیابی‌های اطلاعاتی قبل از جنگ در مورد عراق پس از جنگ؛
- هر گونه فعالیت اطلاعاتی مربوط به عراق که توسط گروه ارزیابی سیاست ضد تروریسم و دفتر برنامه‌های ویژه در دفتر معاون وزیر دفاع در امور سیاست انجام می‌شود.
- استفاده جامعه اطلاعاتی از اطلاعات ارائه شده توسط کنگره ملی عراق.

در ۱۷ ژوئن۲۰۰۴، سناتورها رابرتز و راکفلر اعلام کردند که گزارش تکمیل شده به اتفاق آرا توسط اعضای کمیته تأیید شده‌است و آنها در حال همکاری با سیا بر روی موضوع حذف طبقه‌بندی هستند. گزارش تکمیل شده، با متن سیاه‌شده ("تحقیقات") ساخته شده توسط سیا، در ۹ ژوئیه2004منتشر شد. این گزارش بیشتر موضوعات جدید اعلام شده در بیانیه مطبوعاتی ۱۲ فوریه۲۰۰۴را پوشش نمی‌دهد. در عوض، این موضوعات اکنون باید در گزارشی جداگانه پوشش داده می‌شد که بعداً تکمیل می‌شد و «مرحله دوم» تحقیق را پوشش می‌داد. 

## نتیجه‌گیری فاز اول
این گزارش 511صفحه ای بیشتر توجه خود را بر روی برآورد طبقه‌بندی شده اطلاعات ملی با عنوان برنامه‌های مستمر عراق برای سلاح‌های کشتار جمعی در اکتبر۲۰۰۲متمرکز کرده‌است. این گزارش شامل ۱۱۷نتیجه‌گیری رسمی، و همچنین بحث و اطلاعات پشتیبان است.

### نتیجه‌گیری کلی در مورد اطلاعات مربوط به سلاح‌های کشتار جمعی عراق و ارتباط با تروریسم
اولین نتیجه‌گیری گزارش به نقص‌های گسترده در جامعه اطلاعات ملی آمریکا در اکتبر۲۰۰۲اشاره می‌کند و این نقص‌ها را به شکست تحلیلگران جامعه اطلاعاتی نسبت می‌دهد:
اکثر قضاوت‌های کلیدی در برآورد اطلاعات ملی جامعه اطلاعاتی در اکتبر ۲۰۰۲، برنامه‌های مستمر عراق برای سلاح‌های کشتار جمعی، یا اغراق‌آمیز شده‌اند یا توسط گزارش‌های اطلاعاتی زیربنایی پشتیبانی نشده‌اند.مجموعه ای از شکست‌ها، به ویژه در صنایع تجاری تحلیلی، منجر به توصیف نادرست اطلاعات شد.
نتیجه‌گیری‌های بعدی، جامعه اطلاعاتی را به دلیل ناتوانی در توضیح کافی برای سیاست‌گذاران عدم قطعیت‌های زیربنای نتیجه‌گیری‌های جامعه اطلاعات ملی آمریکا و تسلیم شدن در برابر «تفکر گروهی» که در آن جامعه اطلاعاتی مفروضات آزمایش‌نشده (و در گذشته، غیرقابل توجیه) را در مورد گستردگی آن اتخاذ می‌کند، مقصر دانسته‌است. ذخایر و برنامه‌های تسلیحات کشتار جمعی عراق. این کمیته پس از خروج بازرسان بین‌المللی تسلیحات در سال۱۹۹۸، ناتوانی در نظارت کافی بر تحلیلگران و جمع‌آوران، و عدم توسعه منابع اطلاعاتی انسانی در داخل عراق را شناسایی کرد. همچنین به محیط پس از ۱۱ سپتامبر اشاره کرد که منجر به افزایش شدت بازبینی و زیر سؤال بردن اطلاعات تهدید توسط سیاستگذاران شد.

### نیجر و برنامه هسته ای عراق
بخش دوم این گزارش به بررسی نحوه رسیدگی به اطلاعاتی می‌پردازد که نشان می‌دهد عراق ممکن است در تلاش برای خرید اورانیوم از نیجر باشد. این گزارش به بررسی نقش سفیر سابق جوزف ویلسون در بررسی این موضوع و نحوه اطلاع‌رسانی ارزیابی ویلسون در جامعه اطلاعاتی پرداخت. همچنین روندی را مورد بحث قرار می‌دهد که طی آن اشاره‌ها به تلاش‌های عراق برای خرید اورانیوم از برخی سخنرانی‌ها به دستور مقامات اطلاعاتی حذف شد، اما در سخنرانی رئیس‌جمهور بوش در سال ۲۰۰۳باقی ماند. این گزارش نتیجه‌گیری می‌کند که قبل از اکتبر۲۰۰۲، جامعه اطلاعاتی منطقی بود که ارزیابی کنند که عراق ممکن است در تلاش برای به دست آوردن اورانیوم از آفریقا بوده باشد.
بخش۳ گزارش به ارزیابی برنامه هسته ای داخلی عراق می‌پردازد. توجه زیادی را بر فرایند اطلاعاتی که در بهار۲۰۰۱در رابطه با تلاش عراق برای خرید۶۰۰۰۰لوله آلومینیومی با استحکام بالا صورت گرفت، متمرکز می‌کند. سیا به این نتیجه رسید که این لوله‌ها می‌تواند برای ساخت سانتریفیوژهایی برای برنامه غنی سازی اورانیوم (یعنی برای شروع مجدد برنامه سلاح‌های هسته ای عراق) در نظر گرفته شود. تحلیلگران در وزارت انرژی و وزارت دفاع این امر را بعید دانستند
جامعه اطلاعات ملی آمریکا اکتبر۲۰۰۲اعلام کرد که به نظر می‌رسد عراق در حال بازسازی برنامه تسلیحات هسته ای خود است. گزارش کمیته به این نتیجه رسید که این دیدگاه توسط اطلاعات زیربنایی پشتیبانی نمی‌شود و این گزارش با نظر دفتر اطلاعات و تحقیقات وزارت امور خارجه، که به‌عنوان یک «دیدگاه جایگزین» در جامعه اطلاعات ملی آمریکا بیان شده بود، موافق بود که اطلاعات موجود باعث نشد «یک مورد قانع کننده برای بازسازی» برنامه هسته ای عراق. کمیته به چند نتیجه در انتقاد از ارتباطات ضعیف بین سیا و سایر بخش‌های جامعه اطلاعاتی در مورد این موضوع رسید.

### سلاح‌های بیولوژیکی، سلاح‌های شیمیایی و سیستم‌های حمل و نقل
بخش‌های گزارش مربوط به ارزیابی برنامه‌های تسلیحات بیولوژیکی، برنامه‌های تسلیحات شیمیایی و سیستم‌های تحویل عراق، حاوی بحث‌های گسترده‌ای دربارهٔ مشکل «اطلاعات انسانی» ناکافی برای جمع‌آوری اطلاعات در عراق است. بحثی در مورد «سافت بال» وجود دارد، یک فراری عراقی که بسیاری از اطلاعات را در مورد آزمایشگاه‌های ادعایی سلاح‌های زیستی متحرک عراق ارائه کرده‌است، اگرچه بسیاری از مطالب در این بخش از گزارش ویرایش شده‌است. این گزارش نتیجه می‌گیرد که جامعه اطلاعات ملی آمریکا اکتبر۲۰۰۲و سایر اظهارات در مورد سلاح‌های کشتار جمعی بیولوژیکی و شیمیایی عراق و سیستم‌های تحویل مربوطه در اکثر موارد توسط داده‌های اطلاعاتی زیربنایی ارائه شده به کمیته پشتیبانی نمی‌شوند
رئیس کمیته، پت رابرتز، به تیم راسرت از ان بی سی گفت: «سافت بال واقعاً ۹۸درصد ارزیابی را در مورد اینکه آیا عراقی‌ها سلاح بیولوژیکی دارند یا نه، ارائه کرد.» این در حالی بود که «هیچ‌کس در داخل دولت ایالات متحده تا به حال با خبرچین صحبت نکرده بود - به جز یک تحلیلگر پنتاگون، که به این نتیجه رسید که این مرد الکلی است و به عنوان منبع کاملاً بی فایده است.»
تحلیلگر پنتاگون پس از اطلاع از اطلاعات ارائه شده توسط سافت بال به عنوان «ستون فقرات» پرونده برای جنگ، نامه ای به سیا نوشت و نگرانی‌های خود را بیان کرد. معاون واحد مبارزه با اشاعهCIA به سرعت پاسخ داد و گفت:
بیایید این واقعیت را در نظر داشته باشیم که این جنگ بدون در نظر گرفتن آنچه کرف بال گفته یا نگفته رخ خواهد داد.احتمالاً «قدرت‌هایی که می‌باشند» چندان علاقه‌ای به این موضوع ندارند که «کرو بال» بداند در مورد چه چیزی صحبت می‌کند یا خیر.
یکی از حوزه‌هایی که کمیته دریافت که گزارش‌های جامعه اطلاعاتی به‌طور دقیق اطلاعات زیربنایی را منعکس می‌کند، مربوط به حفظ موشک‌های بالستیک از نوع اسکاد و توسعه انواع جدیدی از موشک‌های کوتاه‌برد و میان‌برد بود. با این حال، در مورد گزارش جامعه اطلاعات ملی آمریکا در مورد توسعه یک هواپیمای بدون سرنشین (پهپاد) در عراق، کمیته دریافت که گزارش‌ها عموماً توسط اطلاعات زیربنایی پشتیبانی نمی‌شوند و آنچه را که در مورد احتمال پهپادهای عراقی شناخته شده بود، اغراق کرد. برای استفاده به عنوان وسیله ای برای حمل سلاح‌های بیولوژیکی در نظر گرفته شده بودند

### سخنرانی کالین پاول در سازمان ملل
بخش هفتم گزارش کمیته بر اطلاعاتی است که پشت سخنرانی کالین پاول وزیر امور خارجه در سازمان ملل در ۵ فوریه۲۰۰۳وجود دارد. این گزارش روندی را تشریح می‌کند که در آن سیا پیش نویس سخنرانی را به شورای امنیت ملی ارائه کرد و سپس به درخواست شورای امنیت ملی، برای گسترش سخنرانی با مطالب اضافی، به ویژه در مورد برنامه هسته ای عراق، تلاش کرد. این گزارش همچنین بررسی‌های بعدی انجام شده توسط کالین پاول و تحلیلگران وزارت امور خارجه با تحلیلگران سیا را شرح می‌دهد. پاول در این سخنرانی گفت: «هر اظهاراتی که امروز بیان می‌کنم توسط منابع و منابع محکم پشتیبانی می‌شود. اینها ادعا نیست. آنچه ما به شما می‌دهیم حقایق و نتیجه‌گیری‌های مبتنی بر هوش استوار است."با وجود این، کمیته به این نتیجه رسید که «بسیاری از اطلاعات ارائه شده یا پاکسازی شده توسط آژانس اطلاعات مرکزی (سیا) برای گنجاندن در سخنرانی وزیر پاول، اغراق‌آمیز، گمراه‌کننده یا نادرست بود»

### فشار بر تحلیلگران
این گزارش تا حدی به این سؤال می‌پردازد که آیا فشاری بر تحلیلگران اطلاعاتی وارد شده‌است تا آنها را وادار کند تا ارزیابی‌های خود را برای حمایت از اهداف سیاستی خاص شکل دهند. بازگو می‌کند که چگونه سن. رابرتز مکرراً از تحلیلگرانی که معتقد بودند برای تغییر ارزیابی‌های خود تحت فشار قرار گرفته‌اند، درخواست‌های عمومی کرد تا دربارهٔ تجربیات خود با کمیته صحبت کنند. کمیته همچنین تلاش کرد تا با چند نفری که چنین فشارهایی را در گزارش‌های رسانه ای و اسناد دولتی توصیف کرده بودند، شناسایی و مصاحبه کند. این گزارش می‌گوید که کمیته هیچ مدرکی مبنی بر اینکه مقامات دولتی تلاش کرده‌اند تحلیلگران را برای تغییر قضاوت‌هایشان تحت فشار قرار دهند، پیدا نکرد. با این حال، ارزیابی استفاده دولت بوش از اطلاعات به «مرحله دوم» تحقیقات به تعویق افتاد. (چند نفر از اعضای کمیته دموکرات، اگرچه به تأیید نتایج گزارش رای دادند، در مورد این موضوع محفوظ ماندند و جمهوری خواهان نیز اذعان کردند که موضوع «فشار» در مرحله دوم بررسی خواهد شد.

### کاغذ سفید اکتبر ۲۰۰۲

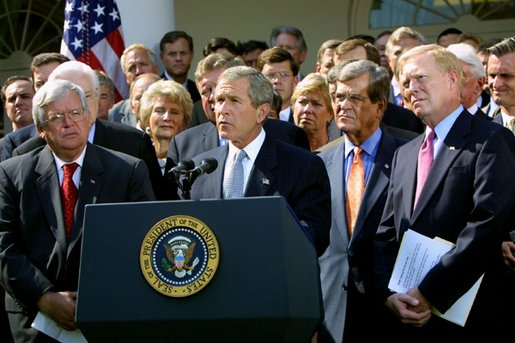
پرزیدنت جورج بوش، در محاصره رهبران مجلس نمایندگان و سنا، قطعنامه مشترکی را برای مجوز استفاده از نیروهای مسلح ایالات متحده علیه عراق در ۲ اکتبر ۲۰۰۲اعلام کرد. قانونگذاران طی دو هفته بعد، با استناد به آرای خود بر اساس اطلاعات طبقه‌بندی شده برآورد اطلاعات ملی و کاغذ سفید طبقه‌بندی نشده در مورد سلاح‌های کشتار جمعی عراق اسنادی که گزارش سنا در مورد اطلاعات پیش از جنگ دریافته است که این قطعنامه را در دو هفته بعد به بحث گذاشته و تصویب کردند

یک مقاله سفید با عنوان «برنامه‌های مستمر عراق برای سلاح‌های کشتار جمعی» توسط جورج تنت، رئیس سیا در ۴ اکتبر ۲۰۰۲، سه روز پس از انتشار برآورد اطلاعات ملی در مورد سلاح‌های کشتار جمعی عراق منتشر شد. تا حدی، کاغذ سفید پاسخی به درخواست‌های کنگره برای نسخه طبقه‌بندی نشده اطلاعات در جامعه اطلاعات ملی آمریکا بود، زیرا آن سند به دلیل ماهیت طبقه‌بندی‌شده‌اش، تنها برای گروه کوچکی از قانون‌گذاران در دسترس بود. کاغذ سفید، اگرچه کوتاه‌تر و کم‌تر از جامعه اطلاعات ملی آمریکا بود، اما از نظر قالب و نتیجه‌گیری‌های اصلی بسیار شبیه به آن بود. کمیته دریافت که کاغذ سفید توصیف بسیار قوی تری از تهدید ارائه شده توسط سلاح‌های کشتار جمعی عراق نسبت به جامعه اطلاعات ملی آمریکا ارائه می‌کند، و این توصیف قوی تر توسط اطلاعات زیربنایی پشتیبانی نمی‌شود.

### ارتباط ادعایی عراق با القاعده
چندین بخش در این گزارش به بررسی موضوعات مرتبط با اتهامات مربوط به ارتباط بین عراق و تروریسم می‌پردازد. کمیته گفت که جامعه اطلاعاتی نتایج معقولی در مورد این موضوع ارائه کرد، اگرچه کمیته شکاف‌هایی را در روش‌های جمع‌آوری اطلاعات مورد استفاده یافت (صفحه ۳۵۰).
بیشتر تحقیقات کمیته در این زمینه مربوط به تهیه و توزیع سندی تحت عنوان حمایت عراق از تروریسم توسط سیا بود. نسخه اولیه این سند در سپتامبر۲۰۰۲بین مقامات ارشد دولت بوش توزیع شد. نسخه به روز شده این سند در ژانویه۲۰۰۳به کنگره ارائه شد.نتیجه‌گیری تحلیلگران سیا این بود که اگرچه دولت صدام حسین احتمالاً در طول دهه۱۹۹۰تماس‌های متعددی با القاعده داشته‌است، «این تماس‌ها به یک رابطه رسمی ثابت نمی‌رسید.» سیا همچنین تلاش کرد تا نگرش‌هایی را که رهبری عراق و القاعده نسبت به امکان همکاری با یکدیگر داشتند، تعیین کند. اطلاعات موجود در این زمینه نشان می‌دهد که رهبران عراق و القاعده از همکاری با یکدیگر محتاط خواهند بود
«مشکل‌سازترین منطقه تماس بین عراق و القاعده، گزارش‌های مربوط به آموزش استفاده از سلاح‌های غیر متعارف، به‌ویژه سلاح‌های شیمیایی و بیولوژیکی بود.» ابو مصعب الزرقاوی در بغداد حضور داشت و انصارالاسلام، یک سازمان وابسته به القاعده که خود را «دشمن قسم خورده» صدام حسین معرفی می‌کرد، در شمال شرقی عراق در منطقه ای تحت کنترل کردها فعالیت می‌کرد. هیچ مدرکی دال بر همدستی یا کمک عراق در حمله القاعده وجود نداشت. در این گزارش از سیا به دلیل کمبود منابع اطلاعاتی انسانی در عراق برای ارزیابی روابط این کشور با تروریسم در دوره قبل از سال۲۰۰۲انتقاد شده‌است.
از نظر فشار بر تحلیلگران، کمیته گفت که پس از۱۱سپتامبر، «تحلیلگران تحت فشار فوق‌العاده ای برای انجام ارزیابی‌های صحیح، اجتناب از از دست دادن یک تهدید معتبر و جلوگیری از شکست اطلاعاتی در مقیاس ۱۱ سپتامبر بودند.» کمیته به این نتیجه رسید که این منجر به ارزیابی‌هایی شد که «در اشاره به پیوندهای تروریستی بالقوه جسورانه و قاطعانه بودند» و این فشار بیشتر ناشی از تمایل خود تحلیلگران برای دقیق‌تر بودن تا حد امکان بود تا هرگونه تأثیر ناروا توسط دولت، که کمیته گفت آنها هیچ مدرکی برای آن پیدا نکردند. چند تن از اعضای دموکرات کمیته در «نظرات تکمیلی» گزارش گفتند که این سؤال به اندازه کافی مورد بررسی قرار نگرفته‌است.

## بررسی بیشتر گزارش
اعضای جمهوری‌خواه و دموکرات کمیته منتخب اطلاعات سنا به اتفاق آرا به تأیید گزارش نهایی رای دادند. با این حال، زمینه‌های مهمی از اختلاف نظر وجود داشت که این اختلافات در قالب «نظرات تکمیلی» ضمیمه شده در انتهای گزارش بیان شد.

### سناتورها رابرتز، هچ و باند
در اولین تجدیدنظر پیوست شده به گزارش، رئیس پت رابرتز، به همراه سناتورهای اورین هچ و کریستوفر باند، دو نتیجه را ارائه می‌دهد که اعضای دموکرات کمیته بودند، موافق نبودند در گزارش گنجانده شود، اگرچه به گفته رابرتز «هیچ اختلافی با حقایق اساسی وجود ندارد.» این دو نتیجه‌گیری مربوط به اقدامات جوزف ویلسون، سفیر سابقی بود که در سال۲۰۰۲برای تحقیق دربارهٔ ادعاهایی مبنی بر تلاش دولت عراق برای خرید اورانیوم «کیک زرد»، احتمالاً به عنوان بخشی از تلاش برای احیای برنامه تسلیحات هسته‌ای عراق، به نیجر اعزام شد. دو نتیجه این بود که طرح فرستادن ویلسون برای تحقیق در مورد ادعای نیجر توسط همسر ویلسون، کارمند سیا پیشنهاد شده بود، و اینکه ویلسون در بیانیه‌های عمومی بعدی خود در انتقاد از دولت بوش، اطلاعاتی را که از گزارش‌های مطبوعاتی به دست آورده بود، درج کرد و آن را نادرست معرفی کرد.
این دیدگاه اضافی همچنین مسئله فشار بر تحلیلگران را مورد بحث قرار می‌دهد و احتیاط را در اجرای اصلاحات در جامعه اطلاعاتی توصیه می‌کند

### سناتورهای راکفلر، لوین و دوربین
سناتورهای جان دی. راکفلر (نایب رئیس کمیته)، کارل لوین و ریچارد دوربین، در بررسی بیشتر خود بیان کردند این گزارش تصویری ناقص ارائه می‌دهد، زیرا کمیته این سؤال کلیدی را که «چگونه مقامات دولتی در بیانیه‌ها و گزارش‌های عمومی از اطلاعات در مورد عراق استفاده یا سوء استفاده کردند» را به مرحله دوم تحقیقات موکول کرده بود. به همین دلیل، آنها گفتند، «گزارش مرحله یک کمیته به‌طور کامل محیط فشار شدیدی را که در آن از مقامات جامعه اطلاعاتی خواسته شده بود در مورد مسائل مربوط به عراق قضاوت کنند، در حالی که مقامات سیاست قبلاً به اجبار نتایج خود را در انظار عمومی اعلام کرده بودند، توضیح نمی‌دهد»

### سناتورهای چمبلیس، هچ، لات، هیگل و باند
سومین تجدیدنظر در این گزارش توسط سناتور ساکسبی چمبلیس، با سناتورهای اورین هچ، ترنت لات، چاک هیگل و کریستوفر باند است. این مقاله بر موضوعات اشتراک اطلاعات و هوش انسانی متمرکز است و ادعای «فشار» موجود در دیدگاه اضافی سناتورهای راکفلر، لوین و دوربین را رد می‌کند.

### سایر نماهای اضافی
سناتور المپیا اسنو در تجدیدنظر نوشت که گزارش کمیته مدیریت ضعیف و عدم پاسخگویی در جامعه اطلاعاتی را نشان می‌دهد و او خواستار اصلاحات قوی شد
سناتور جان وارنر از بازنگری خود برای دفاع از یکپارچگی و حرفه ای بودن تحلیلگران اطلاعاتی خط مقدم استفاده کرد و تأکید کرد که «هیچ مدرکی وجود ندارد که نشان دهد کسی که در قضاوت‌های اطلاعاتی برای این جامعه اطلاعات ملی آمریکا از طرف مافوق خود یا از سوی سیاستگذاران برای تغییر هر یک از قضاوت‌ها یا تحلیل‌های خود تحت فشار قرار گرفته باشد. 
بازنگری سناتور دایان فاینشتاین، انتقادی از دولت بوش بود و گفت که «منصفانه نشان دهنده اطلاعات نیست»
سناتور ران وایدن نیز در بازنگری خود از دولت بوش انتقاد کرد و فهرستی از اظهارات عمومی اعضای ارشد دولت را ارائه کردکه اطلاعات زیربنایی در مورد عراق را نادرست و اغراق‌آمیز بیان می‌کرد.
سناتور ریچارد دوربین بر نیاز به پاسخگویی بیشتر در قبال نارسایی‌های اطلاعاتی شناسایی شده در گزارش تمرکز کرد
سناتور باربارا میکولسکی از بازنگری خود برای استدلال برای تعدادی از اصلاحات ساختاری ورویه ای خاص در جامعه اطلاعاتی استفاده کرد.

## «فاز دوم» تحقیق
در زمان انتشار این گزارش(۹ ژوئیه ۲۰۰۴)، اعضای دموکرات کمیته ابراز امیدواری کردند که «مرحله دوم» تحقیقات، که شامل ارزیابی چگونگی استفاده از اطلاعات سلاح‌های کشتار جمعی عراق توسط سیاست گذاران ارشد باشد، انجام شود. سریع تکمیل شود رئیس کمیته، پت رابرتز در مورد فاز دوم گفت: «این یک اولویت است. من تعهدم را انجام دادم و انجام خواهد شد.»
در ۱۰مارس ۲۰۰۵، در طی یک جلسه پرسش و پاسخ پس از سخنرانی در مرکز وودرو ویلسون، سناتور رابرتز در مورد شکست در تکمیل فاز دو گفت: "اساساً در پشت مشعل است." سناتور جان دی. راکفلر، نایب رئیس کمیته، بعداً در همان روز بیانیه‌ای داد که در آن گفت: «رئیس با این تحقیقات موافقت کرد و من کاملاً از او انتظار دارم که به تعهد خود عمل کند. در حالی که تکمیل فاز دو بسیار دیر شده‌است، کمیته این کار مهم را ادامه داده‌است و من انتظار دارم در آینده بسیار نزدیک بررسی را به پایان برسانیم."
سناتور رابرتز در بیانیه‌ای در رابطه با انتشار گزارش کمیسیون سلاح‌های کشتار جمعی ریاست‌جمهوری در۳۱مارس2005نوشت: «فکر نمی‌کنم هیچ تردیدی وجود داشته باشد که ما اکنون همه آن را در مورد اطلاعات قبل از جنگ شنیده‌ایم. من فکر می‌کنم که اتلاف وقت بی‌نظیری است که این زمین را بیشتر بازیابی کنیم"
در ۱۰آوریل ۲۰۰۵، سناتورها رابرتز و راکفلر با هم در برنامه ملاقات با مطبوعات شبکه ان بی سی ظاهر شدند. رابرتز در پاسخ به سؤالی در مورد تکمیل فاز دوم تحقیقات، گفت: «من کاملاً مایل به انجام آن هستم و این چیزی است که ما توافق کردیم و آن در هنوز باز است. و من نمی‌خواهم با جی دعوا کنم، زیرا هر دو توافق کردیم که این کار را انجام دهیم. اما ما داریم هفته آینده سفیر نگروپونته و هفته آینده ژنرال مایک هیدن داریم. ما جلسات شنیداری دیگری داریم یا موارد دیگری که بسیار مهم هستند.»
ناظر تیم راسرت سپس از سناتور راکفلر پرسید که آیا معتقد است فاز۲ تکمیل خواهد شد یا خیر، و او پاسخ داد: «امیدوارم اینطور باشد. من و پت موافقت کردیم که این کار را انجام دهیم. ما روی آن دست داده‌ایم و موافقت کرده‌ایم که این کار را بعد از انتخابات انجام دهیم تا به هیچ وجه یک حمله سیاسی نباشد. منظورم این است که دیدگاه من این بود. نباید اینطور به آن نگاه کرد"
در ۲آگوست ۲۰۰۵، سناتور دایان فاینشتاین متن نامه ای را که برای سناتور رابرتز ارسال کرده بود،منتشر کرد و در بخشی از آن گفت: "من به طور فزاینده ای از تاخیر در تکمیل تحقیقات "فاز دوم" کمیته دربارهٔ اطلاعات قبل از جنگ عراق… من آماده شرکت در این تحقیقات به هر شکل ممکن هستم.»
در ۱ نوامبر ۲۰۰۵، سناتور هری رید، رهبر اقلیت سنا، از ماده ای که به ندرت استفاده می‌شود از قوانین سنا برای قرار دادن جسد در یک جلسه غیرعلنی استناد کرد. طی یک بحث سه و نیم ساعته، توافق بر سر ایجاد یک هیئت شش نفره در سنا به دست آمد که تا ۱۴ نوامبر گزارشی در مورد «پیشرفت کمیته اطلاعاتی در مرحله دوم بررسی اطلاعات پیش از جنگ و برنامه زمانی تکمیل آن» ارائه کند."
در ۲۶ آوریل۲۰۰۶، مقاله ای توسط الکساندر بولتون روزنامه‌نگار در مجله کنگره بنام هیل گزارش داد که رئیس کمیته، پت رابرتز به دنبال تقسیم بیشتر گزارش فاز دوم است. بر اساس رویکرد جدید رابرتز، مؤلفه‌های زیر گزارش نسبتاً سریع منتشر می‌شود: ارزیابی‌های اطلاعاتی قبل از جنگ از عراق پس از جنگ، یافته‌های پس از جنگ در عراق در مورد سلاح‌های کشتار جمعی و ارتباط با تروریسم، و استفاده از اطلاعات ارائه‌شده توسط اطلاعات توسط اطلاعات آمریکا. کنگره ملی عراق دو مؤلفه گزارش به تأخیر می‌افتد:اینکه آیا بیانیه‌های عمومی قبل از جنگ توسط مقامات ارشد دولتی توسط اطلاعات زیربنایی حمایت می‌شد یا خیر، و نقشی که دفتر طرح‌های ویژه وزارت دفاع در توسعه اطلاعات قبل از جنگ بازی کرد.
مقاله ای در ۷ سپتامبر ۲۰۰۶توسط روزنامه‌نگار جاناتون وایزمن در واشینگتن پست گزارش داد که بخشی از گزارش فاز دوم که اظهارات عمومی دولت بوش دربارهٔ صدام حسین را با شواهدی که مقامات ارشد به‌طور خصوصی بررسی کرده‌اند مقایسه می‌کند، قبل از انتخابات نوامبر ۲۰۰۶منتشر نخواهد شد.
دو جلد از گزارش فاز دوم در ۸ سپتامبر۲۰۰۶منتشر شد: "یافته‌های پس از جنگ در مورد برنامه‌های سلاح‌های کشتار جمعی و پیوندهای عراق با تروریسم و نحوه مقایسه آنها با ارزیابی‌های قبل از جنگ" و "استفاده جامعه اطلاعاتی از اطلاعات ارائه شده توسط کنگره ملی عراق"."
پس از اینکه دموکرات‌ها در انتخابات میان دوره ای سال ۲۰۰۶اکثریت را در سنا به دست آوردند، ریاست کمیته به سناتور واگذار شد. جی راکفلر. رئیس سابق، سن. پت رابرتز کمیته را ترک کرد. جمهوری‌خواه رده‌بندی و نایب رئیس کمیته کیت باند اکنون سناتور است.
در ۲۵می۲۰۰۷، کمیته جلدی از گزارش فاز دوم را با عنوان "ارزیابی‌های اطلاعاتی قبل از جنگ درباره عراق پس از جنگ" منتشر کرد. این جلد از گزارش شامل هفت صفحه نتیجه‌گیری در مورد ارزیابی‌های ارائه شده توسط جامعه اطلاعاتی به رهبران دولت ایالات متحده قبل از جنگ عراق است. این گزارش نتیجه‌گیری می‌کند که جامعه اطلاعاتی ارزیابی کرده‌است که ایجاد یک دولت باثبات در عراق "چالشی طولانی، دشوار و احتمالاً آشفته" خواهد بود، زیرا جامعه عراق عمیقاً دوپاره شده‌است و درگیر درگیری‌های خشونت‌آمیز خواهد شد، مگر اینکه یک قدرت اشغالگر اقداماتی را برای جلوگیری از آن انجام دهد. و اینکه جنگ حداقل به‌طور موقت خطر تروریسم را افزایش خواهد داد. جامعه اطلاعاتی همچنین ارزیابی کرد که شکست آمریکا و اشغال عراق منجر به افزایش اسلام سیاسی و افزایش بودجه برای گروه‌های تروریستی می‌شود و این جنگ باعث نمی‌شود که سایر کشورهای منطقه برنامه‌های کشتار جمعی خود را کنار بگذارند.
این جلد از گزارش شامل پیوستی است که شامل ۲گزارش قبلی طبقه‌بندی شده توسط شورای اطلاعات ملی با عناوین «پیامدهای منطقه ای تغییر رژیم در عراق» و «چالش‌های اصلی در عراق پس از صدام» و همچنین فهرست بلندبالایی است. دریافت کنندگان ارزیابی های جامعه اطلاعاتی آمریکا در داخل دولت در مورد عراق. ضمیمه همچنین حاوی تعدادی «دیدگاه تکمیلی» است که در آن اعضای مختلف کمیته دربارهٔ تاریخچه فعالیت کمیته در این زمینه اظهار نظر می‌کنند و آنچه را که آنها به عنوان سیاسی بودن آن کار توسط اعضای طرف مقابل توصیف می‌کنند، مورد انتقاد قرار می‌دهند.
مرحله دوم این گزارش در روز پنجشنبه ۵ ژوئن ۲۰۰۸به‌طور عمومی منتشر شد که آیا اظهارات مقامات دولت ایالات متحده توسط گزارش‌های اطلاعاتی ثابت شده‌است یا خیر.
این یک گزارش اکثریت دو حزبی بود (۱۰–۵) و «جزئیات فعالیت‌های اطلاعاتی نامناسب و حساس انجام شده توسط دفتر معاون وزیر دفاع در امور سیاست وزارت دفاع، بدون اطلاع جامعه اطلاعاتی یا وزارت امور خارجه.» این نتیجه می‌گیرد که دولت ایالات متحده «مکرراً اطلاعات را به عنوان واقعیت ارائه می‌کند، در حالی که در واقعیت اثبات نشده، متناقض یا حتی وجود ندارد. در نتیجه، مردم آمریکا به این باور رسیدند که تهدید عراق بسیار بیشتر از آن چیزی است که واقعاً وجود دارد.» اینها شامل اظهارات پرزیدنت بوش در مورد مشارکت عراق و القاعده، اینکه صدام حسین در حال آماده شدن برای دادن سلاح‌های کشتار جمعی به گروه‌های تروریستی است و توانایی عراق برای تولید سلاح‌های شیمیایی بود.
رئیس کمیته اطلاعاتی منتخب سنا، سن. جی راکفلر در بیانیه مطبوعاتی گزارش این گزارش اظهار داشت: معتقدم دولت بوش بر عراق متمرکز شده بود و از حملات ۱۱ سپتامبر توسط القاعده به عنوان توجیهی برای سرنگونی صدام حسین استفاده کرد. برای انجام این کار، مقامات ارشد دولت اظهارات مکرری کردند که به دروغ عراق و القاعده را به عنوان یک تهدید واحد به هم مرتبط کردند و القا کردند که عراق در ۱۱ سپتامبر نقش داشته‌است. متأسفانه، دولت بوش کشور را به بهانه‌های واهی وارد جنگ کرد. در حالی که این گزارش بسیاری از مشکلات مربوط به اطلاعات را برجسته می‌کند و از دولت بوش به دلیل مدیریت جنگ و دلایل انجام این کار انتقاد می‌کند، گزارش همچنین در بسیاری از موارد از ادعاهای دولت بوش در مورد تسلیحات عراق حمایت می‌کند. برنامه‌های کشتار جمعی «به‌طور کلی توسط اطلاعات ثابت شده‌است».
«شکی نیست که همه به هوش ناقص تکیه کرده‌ایم. اما، یک تفاوت اساسی بین تکیه بر هوش نادرست و ترسیم عمدی تصویری برای مردم آمریکا وجود دارد که می‌دانید کاملاً دقیق نیست»
رئیس کمیته اطلاعاتی منتخب سنا، سن. جی راکفلر دو بار ادعا کرد که دفتر معاون وزیر دفاع در امور سیاست، یا رئیس سابق آن داگلاس فیث ممکن است در فعالیت‌های غیرقانونی شرکت داشته باشند،فاز۲ گزارش"هیچ چیزی برای اثبات این ادعا پیدا نکرد؛ هیچ چیز غیرقانونی در مورد"ادعا می‌شود "عملیات اطلاعاتی سرکش، هیچ چیز غیرقانونی در مورد دفتر برنامه‌های ویژه، و هیچ چیز غیرقانونی در مورد به اصطلاح عدم اطلاع کنگره از فعالیت‌های اطلاعاتی ادعا شده." سال قبل، رئیس بیانیه‌ای مطبوعاتی منتشر کرد و مدعی شد که به نظر می‌رسد این دفتر «با قانون مطابقت ندارد».با این حال، راکفلر به جای پیگیری این اتهامات، تصمیم گرفت موضوعی را دنبال کند که به اطلاعات غیرمرتبط و غیرمرتبط با عراق است.او یک جلسه اکتشافی را که در سال۲۰۰۱در رم بین دو مقام وزارت دفاع و دو ایرانی برگزار شد، پیگیری و تحقیق کرد.در نوشتن برای نظر اقلیت به عنوان بخشی از این گزارش آمده‌است که«پس از ۴سال از طرح ادعاهای غیرقانونی در مورد فعالیت‌های غیرقانونی، به نظر می‌رسد که محاسبات این است که اعلامیه‌های رفتار «نامناسب» عناوین مورد نظر را ایجاد می‌کند که تنها بر کلمات سوزاننده تمرکز می‌کنند. به جای کمبود ماده در پشت آنها.ما امیدواریم که این دیدگاه‌های اضافی به هدایت مجدد آن تمرکز به شواهد یا فقدان آن کمک کند."
علیرغم اینکه نانسی پلوسی، رئیس مجلس نمایندگان آمریکا به اعضای گروه خود گفته بود «استیضاح از روی میز خارج شده‌است؛ او علاقه ای به پیگیری آن ندارد»، دنیس کوچینیچ دی اوهایو در تلاشی برای استیضاح قطعنامه ای رسمی به مجلس نمایندگان ارائه کرد. رئیس‌جمهور جورج دبلیو بوش از کاخ سفید. دموکرات‌های مجلس نمایندگان به اتفاق آرا به ارسال آن به یک کمیته رای دادند. مانوری که اساساً تلاش‌های کوچینیچ را از بین برد.